# Carlos Basurto
Carlos Alberto Basurto (Buenos Aires, 29 de enero de 1929-?) fue un dibujante y guionista humorístico argentino de vasta trayectoria artística.

## Carrera
Carlos Basurto, dibujante humorístico y caricaturista. Publicó sus chistes por más de 50 años en "Tia Vicenta", Mundo Infantil, Rico Tipo, la Revista Así y El Grafico. Desde 1961 colaboró en La Razón y desde 1965 en Crónica. También trabajó en Patoruzú y Diario Popular y diario La Nación con sus chistes en la contratapa y los suplementos por más de 25 años. Sus chistes se publicaban diariamente en alrededor de 30 diarios del interior del país. Hizo teatro y escribió para programas de televisión.
Se caracterizaba por dibujar a los hombres con orejas enormes.
Su hermano fue el guionista Jorge Basurto.